# Gemeentelijk rioleringsplan
In Nederland is een gemeentelijk rioleringplan (GRP) het document waarin een gemeente een aantal zaken vastlegt omtrent het beheer van de riolering.
Artikel 4.22 van de wet milieubeheer stelt het hebben van een actueel GRP verplicht voor alle gemeenten. Sinds de invoering van de Wet gemeentelijke watertaken (Wgw) moet het GRP ook ingaan op het beheer van grondwater en hemelwater, dit wordt ook wel het verbrede GRP genoemd.

## Inhoud
In een GRP benoemt de gemeente welke voorzieningen op het gebied van riolering zij bezit, hoe deze voorzieningen functioneren, hoe het rioolstelsel beheerd wordt en hoe dit gefinancierd wordt. 
Aangezien de riolering veel samenhang heeft met bijvoorbeeld rioolwaterzuiveringen en oppervlaktewater, bijvoorbeeld door overstorten, moeten ook het verantwoordelijke waterschap en de provincie betrokken worden.

### Beleid
De Nederlandse gemeenten hebben een aantal wettelijke zorgplichten die de gemeente echter wel een grote mate van vrijheid bij het opstellen van hun beleid bieden. In artikel 4.22 van de Wet milieubeheer staat dat elke gemeente in Nederland een gemeentelijk rioleringsplan of GRP moet opstellen. Omdat de zorgplichten in 2008 met de invoering van de Wet verankering en bekostiging gemeentelijke watertaken “verbreed” zijn met de hemelwater- en de grondwaterzorgplicht wordt tegenwoordig ook wel van een verbreed Gemeentelijk Rioleringsplan (v.G.R.P.) gesproken. Deze term slaat voornamelijk op de eerste generatie van de GRP's na de verbrede zorgplicht.
In het (v)GRP staat op welke wijze de gemeente de drie zorgplichten invult. De gemeente moet aangeven welke doelstellingen zij nastreeft (beleid) en welke voorzieningen, (zoals riolering, drainage en regenwaterafvoeren) er in de gemeente aanwezig (moeten) zijn om aan de zorgplichten te kunnen voldoen. Er moet ook in staan op welke manier deze voorzieningen worden beheerd en onderhouden en welke rioleringen moeten worden vervangen gedurende de periode dat het (v)GRP van toepassing is. 

### Afvalwaterzorgplicht
Het artikel 10.33 van de Wet milieubeheer omschrijft de afvalwaterzorgplicht. De gemeente moet al het afvalwater dat vrij komt van percelen binnen het grondgebied van de gemeente inzamelen en transporteren door middel van een openbare riolering naar een rioolwaterzuiveringsinstallatie. De gemeente mag er ook voor kiezen om een andere voorziening te gebruiken, die het afvalwater inzamelt en zuivert. Een voorbeeld hiervan is een IBA (Individuele Behandeling Afvalwater). Deze systemen kunnen door een gemeente buiten de bebouwde kom in het buitengebied worden aangelegd. Als laatste staat er in de Wet milieubeheer dat de provincie de gemeente een ontheffing van de zorgplicht kan geven. Maar alleen voor een gebied van de gemeente dat buiten de bebouwde kom ligt of een bebouwde kom van waaruit stedelijk afvalwater met een vervuilingswaarde van minder dan 2.000 inwonerequivalenten wordt geloosd.

### Hemelwaterzorgplicht

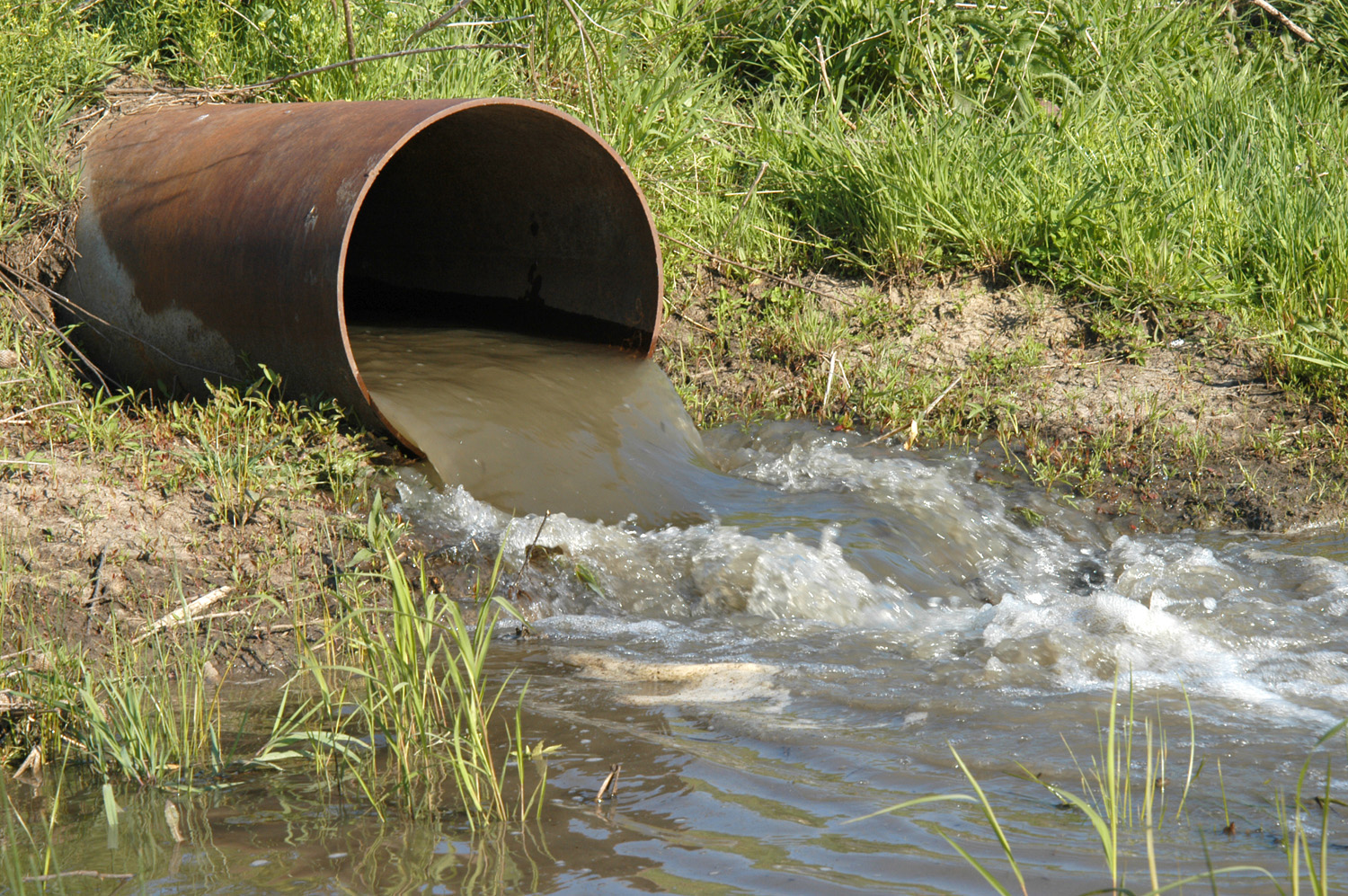
Een lozingspunt op het oppervlaktewater.

Het artikel 3.5 van de Waterwet regelt de hemelwaterzorgplicht. De gemeente moet regenwater inzamelen. Dit hoeft alleen als de inzameling van het regenwater doelmatig is. En dit hoeft alleen maar met regenwater dat niet op eigen terrein kan worden verwerkt. Dus als bijvoorbeeld iemand een huis heeft met daarnaast een sloot, dan hoeft de gemeente het regenwater dat van het dak van dat huis komt niet in te zamelen, want het kan door de eigenaar van het huis makkelijk op de sloot worden geloosd.
De gemeente moet er ook voor zorgen dat het ingezamelde regenwater op een doelmatige manier wordt verwerkt. Dit kan inhouden dat de gemeente het regenwater verwerkt door het te transporteren naar een vijver of door het infiltreren van het regenwater in de bodem. In sommige gevallen kan ook het afvoeren van het regenwater naar een rioolwaterzuiveringsinstallatie een doelmatige manier van verwerken zijn.

### Grondwaterzorgplicht
Het artikel 3.6 van de Waterwet omschrijft de grondwaterzorgplicht. De tekst in dit artikel is niet te vertalen naar gewone taal. Dus hieronder een letterlijke weergave van de wetstekst:
De gemeenteraad en het college van burgemeester en wethouders dragen zorg voor het in het openbaar gemeentelijke gebied treffen van maatregelen teneinde structureel nadelige gevolgen van de grondwaterstand voor de aan de grond gegeven bestemming zo veel mogelijk te voorkomen of te beperken, voor zover het treffen van die maatregelen doelmatig is en niet tot de zorg van het waterschap of de provincie behoort.

### Bekostiging
Als laatste staat in het (v)GRP wat de kosten zijn van al deze maatregelen. Dit is belangrijk, omdat alle kosten die de gemeente maakt om te kunnen voldoen aan de drie zorgplichten betaald mogen worden vanuit een rioolheffing. Dit is een gemeentelijke heffing die de gemeente aan zijn inwoners kan opleggen. Dit is geregeld in de artikel 228a van de Gemeentewet. In een aparte gemeentelijke belastingverordening wordt vastgesteld wanneer iemand rioolheffing moet betalen, op welke wijze de rioolheffing wordt geïnd en hoe hoog deze rioolheffing is. Elke gemeente is vrij om dit naar eigen inzicht in te vullen. Met die voorwaarde dat er niet meer geld binnen mag komen dan nodig is voor de uitvoering van de zorgplichten. Daar komt bij dat de inkomsten vanuit de rioolheffing in principe niet voor andere dingen mag worden gebruikt.
Het rioleringsbeheer kost gemeenten jaarlijks zo'n 1,2 miljard euro, en dat geld komt meestal uit de rioolheffing (vroeger: rioolrecht). Een gemeente kan ook kiezen om rioolbeheer (deels) vanuit de algemene middelen te betalen, al doen steeds minder gemeenten dat. Een gezin betaalt gemiddeld € 172 per jaar aan rioolheffing (2011). De verwachting is dat dit bedrag de komende jaren zal blijven stijgen als gevolg van veroudering van de riolering, klimaatverandering en strengere milieueisen.